# Stazione di Hachiōji
La stazione di Hachiōji (八王子駅?, Hachiōji-eki) è la principale stazione di Hachiōji situata nell'area di Tama. La stazione è passante per la linea principale Chūō e di testa per le linee Hachikō e Yokohama. Lungo la linea Yokohama arrivano anche alcuni treni della linea Sagami. A circa 400 m si trova la stazione di Keiō-Hachiōji dove è possibile interscambiare con la linea Keiō.

## Linee
Hachiōji è servita dalle seguenti linee:
JR East
■ Linea principale Chūō
■ Linea Rapida Chūō
■ Linea Hachikō
■ Linea Yokohama
■ Linea Sagami
■■ Linea Hachikō - Kawagoe

## Struttura
La stazione di Hachiōji è realizzata in superficie con tre marciapiedi a isola serventi sei binari totali.
| 1   | ■ Linea Hachikō         | per Haijima, Komagawa, Kuragano e Takasaki |
| 1   | ■ Linea Kawagoe         | per Komagawa e Kawagoe                     |
| 2   | ■ Linea Rapida Chūō     | per Shinjuku e Tokyo                       |
| 2   | ■ Linea principale Chūō | per Tachikawa e Shinjuku                   |
| 3   | Binario di servizio     | Binario di servizio                        |
| 4   | ■ Linea Rapida Chūō     | per Takao e Ōtsuki                         |
| 4   | ■ Linea principale Chūō | per Kōfu e Matsumoto                       |
| 5-6 | ■ Linea Yokohama        | per Hashimoto, Shin-Yokohama, e Yokohama   |
| 5-6 | ■ Linea Sagami          | per Hashimoto, Atsugi, Ebina e Chigasaki   |

## Stazioni adiacenti
| «              | Servizio                                       | »              |
| Linea Yokohama | Linea Yokohama                                 | Linea Yokohama |
| -------------- | ---------------------------------------------- | -------------- |
| Katakura       | Locale Rapido                                  | Capolinea      |
| Linea Hachikō  |                                                |                |
| Capolinea      | Locale                                         | Kita-Hachiōji  |
| Linea Chūō     |                                                |                |
| Toyoda         | Locale Rapido Rapido pendolari Rapido speciale | Nishi-Hachiōji |